# Agalenocosa
Agalenocosa is een geslacht van spinnen uit de familie wolfspinnen (Lycosidae).

## Soorten
De volgende soorten zijn bij het geslacht ingedeeld:
- Agalenocosa bryantae (Roewer, 1951)
- Agalenocosa chacoensis (Mello-Leitão, 1942)
- Agalenocosa denisi (Caporiacco, 1947)
- Agalenocosa fallax (L. Koch, 1877)
- Agalenocosa fimbriata Mello-Leitão, 1944
- Agalenocosa gentilis Mello-Leitão, 1944
- Agalenocosa helvola (C. L. Koch, 1847)
- Agalenocosa kolbei (Dahl, 1908)
- Agalenocosa luteonigra (Mello-Leitão, 1945)
- Agalenocosa melanotaenia (Mello-Leitão, 1941)
- Agalenocosa pickeli (Mello-Leitão, 1937)
- Agalenocosa punctata Mello-Leitão, 1944
- Agalenocosa singularis Mello-Leitão, 1944
- Agalenocosa subinermis (Simon, 1897)
- Agalenocosa yaucensis (Petrunkevitch, 1929)